# Hennezis

Hennezis este o comună în departamentul Eure, Franța. În 1 ianuarie 2022 avea o populație de 749 de locuitori.